# 合志市内循環バス
合志市内循環バス（こうししないじゅんかんバス）とは、かつて熊本県合志市で運行していたコミュニティバスである。

## 概説
かつてはAコース - Eコースの5路線まであったが、後年に運行開始したレターバスと重複する箇所もあることなどからのちに路線再編がなされ、2路線に整理。のちに、残る2路線についても、全て乗り合いタクシーに移行された事によって廃止され、同市内を走るコミュニティバスとしての役割はレターバスに事実上引き継がれた格好となった。

## 沿革
- 2002年12月 - 旧西合志町内循環バス（A - Cコース）が運行開始。
- 2006年2月 - 合併に伴い「合志市内循環バス」に改称し、新たにDコースとEコースが運行開始。
- 2011年8月 - 路線を大幅に再編。これまでのA - Eコースを路線名に改称した上で、須屋線（旧Cコース）と日向・新迫線（旧Dコース）の2路線に縮小。残る旧A・B・Eコースは廃止とし、代替として乗合タクシーによる輸送手段に転換。バス・乗合タクシーともに火 - 日曜日までの週3日の運行体制へ。
- 2019年3月1日 - 新たに東西線の実証運行開始。1日4往復（毎日運行）。
  - ユーパレス弁天 － 救世教前 － 西合志庁舎 － 商工会入口 － 御代志駅 － 再春荘病院 － 御代志駅 － 蓬原工業団地 － アンビー熊本 － 合志庁舎（ヴィーブル）
- 2020年10月1日 - 乗合タクシーのルート一部見直しならびに循環バスの須屋線と日向・新迫線を乗合タクシーに移行（循環バス廃止）。

## 旧循環バスコース（現在は乗合タクシーに移行）
合生・上生線（旧Aコース）：＜火曜日・木曜日・土曜日運行/1日2往復＞
泗水 - 高江 - 高木 - 江良公民館前 - 弥生 - 生坪 - 生坪北 - 立割 - 黒松公民館前 - 上生区記念碑前 - 城公民館前 - 北 - 本村毘沙門口 - 二塚 - ユーパレス弁天
合生・御代志線（旧Bコース）：＜月曜日・水曜日・金曜日運行/1日2往復＞
黒松公民館前 - 立割 - 合生文化会館前 - 第一小前 - 小合志公民館前 - 合生住宅前 - 辻久保 - 小池 - 菊池支援学校前 - 大池農業公園入口 - 大池神社前 - 若原北 - 有隣前 - 若原公民館前 - 若原東 - 御代志 - 御代志水源地 - ルーロ合志 - 御代志市民センター前 - 救世教前 - 市営住宅入口 - ユーパレス弁天
須屋線（旧Cコース）：＜火曜日・木曜日・土曜日運行/右回り・左回り共1日2便＞
黒石駅入口 - 黒石市民センター前 - さくら公園前 - すいせん公園前 - 東須屋 - 囲碁センター前 -南陽 - 須屋市民センター前 - 榎ノ本公民館入口 - 池の本 - 須屋駅前 - 的場 - 浄化センター前 - 堀川公民館前 - 須屋小屋 - 上須屋 - 松の本 - 老人憩いの家 - 黒石 - 黒石駅入口
日向・新迫線（旧Dコース）：＜月曜日・水曜日・金曜日運行/1日2往復＞
日向橋 - 日向中央 - 日向集会所 - 日向記念碑前 - 新迫集会所 - 菊池病院入口 - 新古閑 - 福原 - 上古閑公民館 - 御領公民館 - 野付天満宮 - 竹迫郵便局 - 竹迫下町 - 合志中前 - 合志庁舎（ヴィーブル） - アンビー熊本
後川辺線（旧Eコース）：＜火曜日・木曜日・土曜日運行/1日2往復＞
泗水 - 後川辺 - 中林 - 記念碑前 - 上庄 - 上庄公民館前 - 竹迫城跡入口 - 田端集落センター - 乙丸 - 今町公民館 - 竹迫上町 - 厳照寺駐車場前 - 横町集落センター - 竹迫横町 - 竹迫中町 - 竹迫下町 - 合志中前 - 合志庁舎（ヴィーブル） - アンビー熊本

## 運賃・運行会社
- 運行は電鉄バスに委託していた。
- 運賃は、大人100円/子供50円の均一運賃であった（現在の乗合タクシーの運賃は、大人150円/子供80円）。
- 乗合タクシーとレターバスとの乗継においては、降車の際に乗務員に申し付けると乗継券が発行され、乗継先の便の運賃が無料となる（同一路線内での乗継は不可）。さらに、65歳以上または身障者手帳を持参の市民においては弁天カード（コミュニティバス定期券）も使用可能。

## 車両
日野自動車製のリエッセ2台（うち1台は藤崎宮環状線「まちめぐりん」からの転用）と、黄色のマイクロバス1台、合計3台が使用された。いずれも辻久保営業所所属であった。リエッセは手動式の運賃箱が付いているが、自動放送装置と整理券発行機及び運賃表示機は設置されていない（転用車も「まちめぐりん」時代にはワンマン機器が設置されていたが、転用後にすべて撤去されている）。運行終了後、前乗り仕様のリエッセについては、ワンマン機器搭載後レターバスに転用、まちめぐりんから転用された車両については予備車両となっている。黄色のマイクロバスについては廃車された模様。